# Episodi di Il commissario Köster (ventiduesima stagione)
La ventiduesima stagione della serie televisiva Il commissario Köster è stata trasmessa in prima visione in Germania da ZDF dal 9 gennaio 1998.
| n. | Titolo originale              | Titolo italiano          | Prima TV Germania | Prima TV Italia |
| -- | ----------------------------- | ------------------------ | ----------------- | --------------- |
| 1  | Schwestern                    | Festa di compleanno      | 9 gennaio 1998    |                 |
| 2  | Rivalen                       | Una questione d'onore    | 6 febbraio 1998   |                 |
| 3  | Tod eines Dealers             | Morte di uno spacciatore | 20 marzo 1998     |                 |
| 4  | Plötzlich kam der Tod         | Doppia responsabilità    | 3 aprile 1998     |                 |
| 5  | Der Mann mit dem Hund         | Un'iniezione fatale      | 22 maggio 1998    |                 |
| 6  | Tödliches Dreieck             | Lettera d'addio          | 24 luglio 1998    |                 |
| 7  | Schlagt ihn tot               | Skinheads                | 11 settembre 1998 |                 |
| 8  | Der Mann, der sich Bob nannte | Un barbone di nome Bob   | 9 ottobre 1998    |                 |
| 9  | Tod eines Freundes            | Confessione al cimitero  | 4 dicembre 1998   |                 |